# Patate douce en Chine

Principales provinces productrices de patates douces en Chine (2005).

Le secteur de la patate douce en Chine est le plus important au monde. Il représente près des deux tiers de la production mondiale de patates douces. Il se caractérise par une grande diversification, environ la moitié de la production étant consacrée à l'extraction de l'amidon, l'autre moitié se partageant entre la consommation de tubercules de table (consommation en frais), l'alimentation animale et la transformation industrielle en d'autres produits. La patate douce est la septième production agricole chinoise après le maïs, le riz paddy, le blé, la canne à sucre, la pomme de terre et la pastèque  (FAOSTAT 2017).

## Histoire
La patate douce aurait été introduite en Chine à la fin de la dynastie Ming vers 1594. On estime généralement que cette plante est arrivée dans le territoire de Fujian (福建) par le commerce maritime, en provenance soit de Luçon (Philippines), soit de Malaisie ou des mers du sud.
Cependant, l'année de l'introduction comme le point d'entrée ne sont pas connus avec certitude et sont l'objet de débat entre historiens. L'année 1594 fut une année de famine, lors de laquelle une grande partie des cultures du Fujian ont été détruites. La patate douce était sans doute présente dans cette région depuis plusieurs décennies, grâce à un commerçant chinois nommé Chen Zhenlong qui commerçait avec Luçon, et c'est son fils, Chen Qinglun, qui présenta la patate douce au gouverneur en faisant valoir les « six bénéfices et huit avantages » de la plante. Le gouverneur, Jin Xuecen, publia alors des brochures sur la manière de cultiver la patate douce et  ordonna aux paysans de la cultiver largement afin d'éviter la famine.
Cette histoire est connue par la « monographie de la patate dorée » écrite sous le règne de  l'empereur Qianlong (dynastie Qing) par Chen Shiwu, lointain descendant de Chen Qinglun.
Selon d'autres hypothèses, la patate douce serait arrivée plus tôt par des voies terrestres en provenance d'Inde et de Birmanie. Elle aurait été importée pour la première fois en 1582 à Dongguan (province du Guangdong) en provenance du Viêt Nam, mais il existe peu d'informations détaillées sur ce sujet. Elle pourrait également avoir été importée en Chine à travers le Yunnan dès l'année 1563, en particulier à Tali, préfecture occidentale du Yunnan près de la Birmanie.
La diffusion de la patate douce vers l'intérieur de la Chine à partir du sud s'est apparemment réalisée vers l'est le long de la côte et vers le nord par les vallées du  Yangzi Jiang et du fleuve Jaune. En 1786, durant le règne de  l'empereur Qianlong, un ordre général a été donné pour que la patate douce soit popularisée et cultivée  dans toute la Chine.
A Taïwan, la patate douce a probablement été introduite au début du XVIIe siècle, directement depuis Manille, par les Espagnols.

## Production
En 2016, la Chine a produit 70,79 millions de tonnes de patates douce soit 67,3 % de la production mondiale, loin devant les deux pays suivant, Nigeria et Tanzanie, qui produisent, respectivement 3,92 Mt (3,72 %) et 3,82 Mt (3,63 %), et 90,07 % de la production asiatique, loin devant l'Indonésie, 2,27 Mt (2,16 %).
Cette situation pourrait s'expliquer par plusieurs facteurs :
- dans l'histoire de la Chine, le gouvernement central a joué un rôle important pour propager et encourager la culture de la patate douce dans l'ensemble d'un territoire très vaste, ce qui a conduit très rapidement ce pays à devenir le premier producteur mondial ;
- c'est dans les régions tropicales où la patate douce est consommée comme aliment de base que la demande pour cette production est la plus élevée, ce qui se vérifie actuellement dans certains pays africains, même si en Chine la patate douce n'est plus véritablement un aliment de base ;
- la culture de la patate douce est étroitement liée à ses utilisations finales, or c'est en Chine que ces utilisations sont le plus diversifiées. En particulier, la Chine a inventé les nouilles ou vermicelles à base d'amidon de patate douce (fentiao), largement utilisés dans plusieurs types de spécialités chinoises. Les caractéristiques uniques de la patate douce (goût, flaveur, propriétés physicochimiques) font qu'elle ne peut être remplacée par d'autres sources d'amidon (maïs, pomme de terre, manioc)[6].

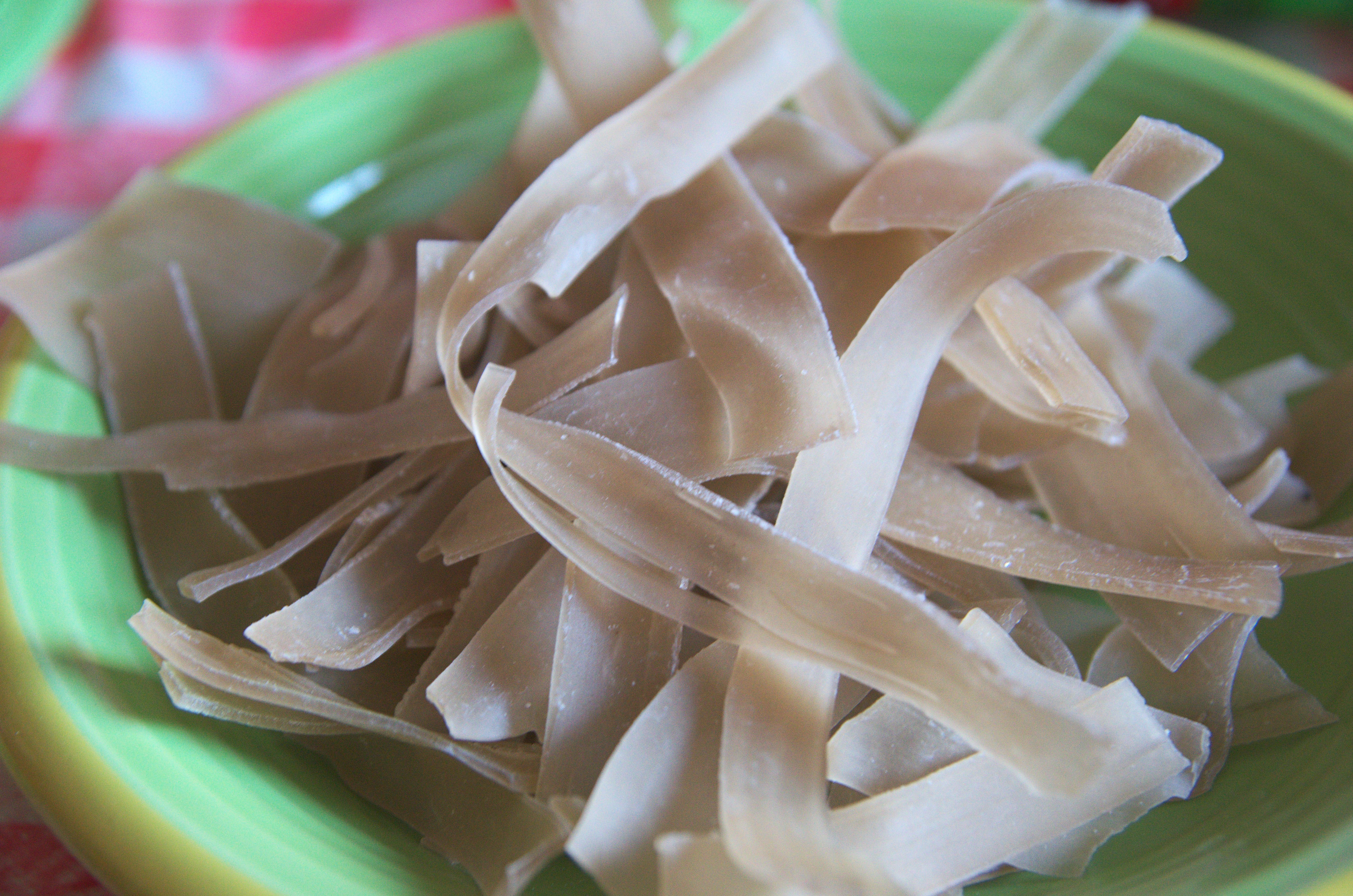
Nouilles chinoises à base d'amidon de patate douce.
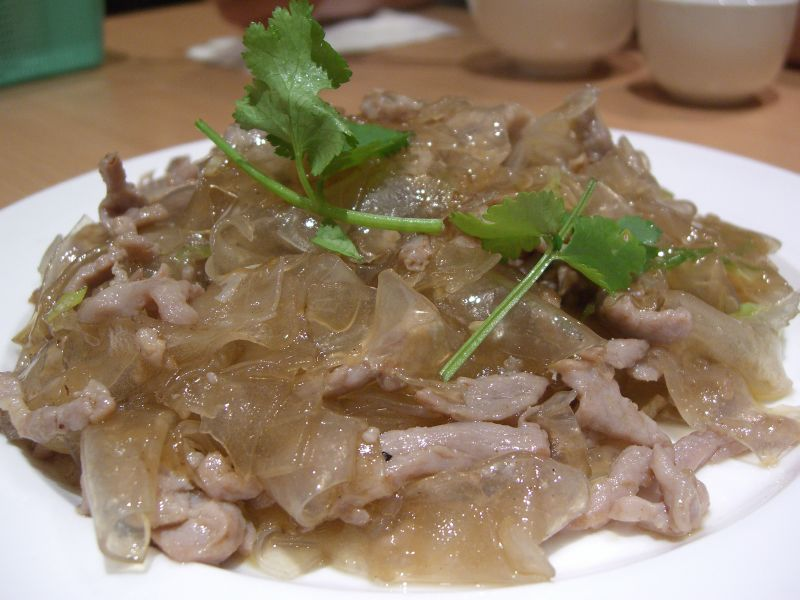
Plat de porc sauté aux nouilles de patate douce.
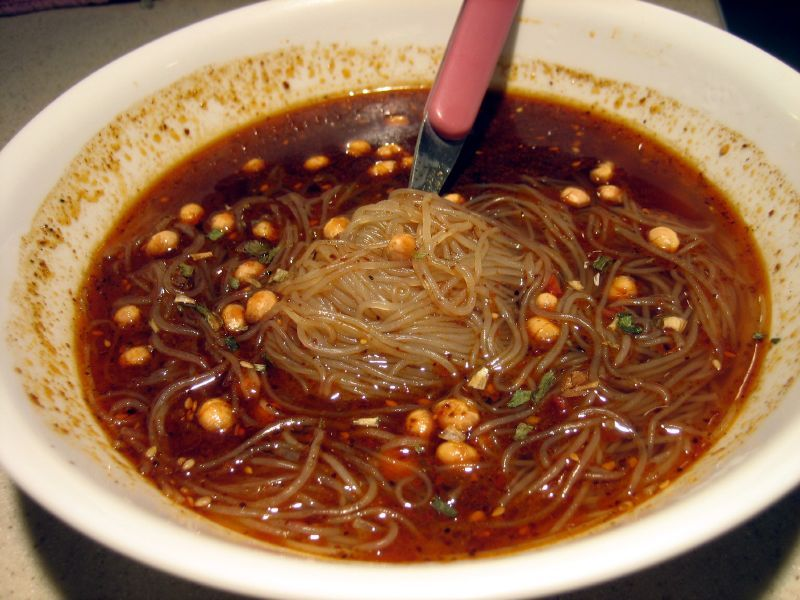
Nouilles instantanées de patate douce, Chengdu (Sichuan).

### Évolution de la production

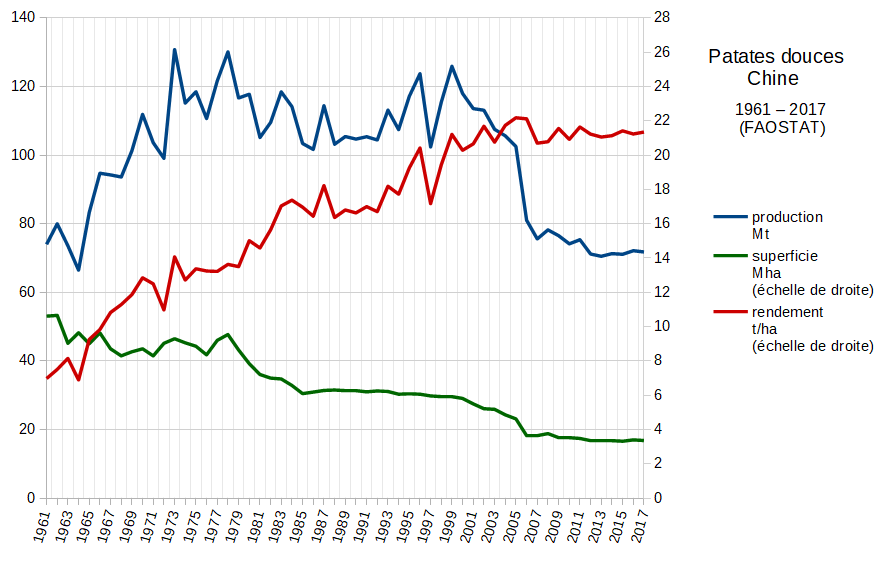
Production de patates douces - Chine - 1961-2017.

Depuis les années 1950, la culture de la patate douce a connu, dans un contexte de croissance rapide de la population et de pénurie alimentaire, une première phase d'expansion pour atteindre en 1961 une surface cultivée record de 10,9 millions d'hectares. Depuis la fin des années 1970, alors que la politique agricole du pays favorisait le développement des grandes cultures de céréales (riz, blé, maïs), cette culture a progressivement décliné, descendant jusqu'à 6,2 millions d'hectares en 1985, avec un taux de décroissance annuelle de 6,28 % de 1978 à 1985. En volume, la production a atteint un record historique à 130,8 millions de tonnes en 1973. La surface plantée en patates douces s'est stabilisée depuis 2009 autour de 3,5 millions d'hectares pour une production de 70 à 72 millions de tonnes (FAOSTAT). Ce volume de production, légèrement inférieur à celui atteint en 1961 (74 Mt) pour une surface cultivée réduite d'environ les deux tiers est possible grâce à la forte augmentation du rendement (21,35 t/ha en 2017), due notamment à l'amélioration génétique.

### Principales régions productrices
Les principales provinces chinoises productrices de patates douce se trouve dans le centre de la Chine, dans les bassins du fleuve Jaune et du Yang-tsé. La plus en pointe est le Shandong qui se distingue par un rendement moyen très élevé (35,3 t/ha en 2005).
| Province  | Superficie (milliers d'hectares) | Rendement (tonnes/hectare) | production (milliers de tonnes) |
| --------- | -------------------------------- | -------------------------- | ------------------------------- |
| Sichuan   | 833,2                            | 21,20                      | 17665                           |
| Henan     | 443,0                            | 25,97                      | 11505                           |
| Chongqing | 410,4                            | 21,72                      | 8915                            |
| Anhui     | 349,9                            | 17,57                      | 6045                            |
| Guangdong | 341,7                            | 24,33                      | 8315                            |
| Shandong  | 281,9                            | 35,31                      | 9955                            |
| Hunan     | 272,0                            | 23,90                      | 6500                            |
| Guangxi   | 256,5                            | 12,10                      | 3105                            |
| Fujian    | 237,6                            | 24,62                      | 5850                            |
| Yunnan    | 188,8                            | 5,45                       | 1030                            |
| Hubei     | 183,0                            | 24,07                      | 4405                            |
| Hebei     | 154,8                            | 20,19                      | 3125                            |
| Jiangxi   | 117,0                            | 22,39                      | 2620                            |
| Zhejiang  | 110,3                            | 28,12                      | 3100                            |
| Jiangsu   | 100,1                            | 27,62                      | 2765                            |
| Total     | 4622,1                           | 22,18 (moyenne)            | 102535                          |

## Culture
La patate douce est cultivée dans presque toutes les régions de Chine sur une surface totale évaluée à 3,35 millions d'hectares en 2013. Cette surface est en nette décroissance puis qu'elle s'élevait à 6,92 millions d'hectares en 1982. Les principales provinces sont le Sichuan (+ Chongqing), 25,2 % de la surface totale, Guangdong + Hainan, 10,8 % et Henan, 9 %.

Compte tenu des variations climatiques existant en Chine, on distingue cinq grandes zones agroécologiques de culture de la patate douce, qui se caractérisent par des systèmes de cultures différents. Ce sont les suivantes :
- zone I Nord, patate douce de printemps,
- zone II bassin du Huang-Huai, patate douce de printemps et d'été,
- zone III bassin du Yangzi Jiang, patate douce d'été,
- zone IV Sud, patate douce d'été et d'automne,
- zone V Sud, patate douce d'automne et d'hiver.

### Cultivars
La patate douce étant cultivée en Chine depuis plus de 400 ans, de nombreuses variétés locales ont émergé sous la pression de la sélection exercée par les agriculteurs et des conditions environnementales. Environ 80 de ces variétés étaient recensées en 1993 dans le catalogue des cultivars de patates douce sen Chine sur un total de 183 cultivars. Ces variétés ont généralement une faible productivité et une adaptabilité médiocre lorsqu'on les cultive en dehors de leur aire d'origine. Un programme de sélection moderne a été mis en œuvre au début des années 1950, qui a permis de créer de nombreux nouveaux cultivars à partir de variétés locales et de deux cultivars étrangers : 'Nancy Hall' (États-Unis), introduit en 1938 et 'Okinawa 100' (Japon), introduit en 1941. Ce dernier est rapidement devenu le plus cultivé dans le nord de la Chine.
Pendant un demi-siècle, outre 'Xushu 18' et 'Nanshu 88', de nombreux cultivars ont été sélectionnés en Chine depuis les années 1970, mais ils dérivent pour la plupart (plus de 90 %) des deux cultivars 'Okinawa 100' et 'Nancy Hall'  et ont donc une base génétique étroite et un degré élevé de consanguinité.
La base de sélection a cependant été élargie grâce à la coopération internationale et à l'introduction de matériel génétique d'élite de la patate douce provenant en particulier du Centre international de la pomme de terre (CIP). Au total, 525 échantillons de patate douce ont été introduits du CIP de 1990 à 2009, et 65 accessions de patate douce avaient été introduites des États-Unis au 10 septembre 2010.

Le principal cultivar de patates douces cultivé en Chine est 'Xushu-18', créé par le  Centre de recherche sur la patate douce de Xuzhou (Jiangsu) et mis sur le marché en 1989. Ce cultivar est un descendant de 3e génération issu d'un croisement 'Nancy Hall' x 'Okinawa-100'. C'est une variété qui présente une bonne productivité, résistante à la pourriture des racines due à Fusarium solani, mais sensible aux nématodes de la tige et à la pourriture noire due à Ceratocystis fimbriata. Sa teneur en matière sèche est d'environ 25 % et sa teneur en amidon de 11 à 15 %. C'était en 1998 la plus cultivée en Chine, sur environ 1,5 million d'hectares plantés pour une récolte évaluée à 30 millions de tonnes. Les tubercules, à peau rouge et à chair blanche, avec des anneaux violets,  sont utilisés principalement pour l'alimentation animale et l'extraction de l'amidon.

Autre cultivar important, 'Nanshu 88', issu d'un croisement 'Jinzhuan 7' × 'American Red' et créé par l'institut d'agriculture de Nanchong (Sichuan) en 1980, est utilisé principalement en alimentation humaine (tubercules de table ou transformation). Il est cultivé sur plus de 1,6 million d'hectares.

## Recherche
La patate douce fait l'objet de nombreux programmes de recherche scientifique dans différentes institutions chinoises.
Le centre de recherche sur la patate douce de Xuzhou (CRPDXZ), situé dans la province du Jiangsu, est spécialisé dans cette culture. Fondé en 1910, le CRPDXZ est l'un des plus anciens centres de recherche agronomique en Chine. Il mène des programmes de sélection et maintient une banque de gènes. Ses principaux domaines de recherche sont les suivants :
- conservation et identification de germoplasme (matériel génétique) ;
- utilisation des espèces sauvages apparentées ;
- sélection de variétés nouvelles ;
- techniques de sélection ;
- culture à haut rendement et stockage sûr des tubercules ;
- techniques combinées de machinisme agricole et d'agronomie ;
- culture et extension de plants de patates douce exempts de virus ;
- transformation des tubercules en farine et mise au point d'aliments sains.

La banque de gènes maintenue par le CRPDXZ contient plus de 1300 accessions appartenant à 13 espèces du genre Ipomoea. Le matériel génétique de la patate douce conservé in vitro dans cette banque de gènes ne contient aucune accession de patate douce provenant du CIP. Toutefois, 144 accessions provenant du CIP ont été introduites dans la pépinière nationale de patates douces de Guangzhou, soit 13,1 % du nombre total d'accessions conservées dans ce centre.
L’université agronomique de Chine à Pékin mène des recherches dans les domaines de la biologie moléculaire et de la biotechnologie. Des programmes de sélection sont également menés dans les académies des sciences agronomiques de différentes provinces, notamment celle de Guangzhou (Guangdong), Shijiazhuang (Hebei), Zhengzhou (Henan), Wuhan (Hubei), Nanjing, (Jiangsu), Nanchong, (Sichuan), Chengdu, (Sichuan) et Jinan (Shandong).

## Utilisation
L'utilisation de la patate douce en Chine se partage en trois usages principaux d'importance inégale : la transformation pour l'extraction d'amidon, la consommation en frais et l'alimentation animale.
| Type d'utilisation    | 2013 (%) | Prévision 2016-2020 (%) | Quantité (Mt) |
| --------------------- | -------- | ----------------------- | ------------- |
| Extraction d'amidon   | 50       | 55                      | 44-55         |
| Consommation en frais | 25       | 30                      | 24-30         |
| Alimentation animale  | 10       | 5                       | 4-5           |
| Pertes inévitables    | 10       | 5                       | 4-5           |
| Réserve pour semences | 5        | 5                       | 4-5           |
| Total                 | 100      | 100                     | 80-100        |

## Noms de la patate douce en chinois
Les noms les plus courants en Chine pour désigner la patate douce sont « ganshu » (甘薯, patate douce) et  « hongshu » (红薯, patate rouge), mais selon les régions plusieurs autres noms sont utilisés, qui peuvent parfois désigner aussi d'autres tubercules alimentaires (pomme de terre, manioc, taro), entraînant certaines confusions. Ainsi le terme « ganshu », attesté depuis le premier siècle de notre ère s'appliquait autrefois à une variété d'igname (Dioscorea esculenta), très anciennement cultivée dans ce pays. Cette plante est désormais appelée « tianshu » au Guangdong,.
- ganshu, patate douce, général, Chine entière
- hongshu, patate rouge, général, en particulier Sud et centre de la Chine
- hongshao, plante grimpante rouge, centre-ouest de la Chine, par exemple Henan, Sichuan
- baishu, patate blanche, Chine centrale, par exemple Henan, Anhui, également Pékin
- shanyu, taro de montagne, Chine centrale, par exemple Henan, Anhui
- hongyu, taro rouge, centre-ouest de la Chine, par exemple Henan
- digua, melon de terre, Nord et centre de la Chine, par exemple Henan, Hebei, Shandong (désigne aussi le pois patate dans certaines zones du Sichuan)
- fanshu, patate étrangère, Henan, Fujian, Guangdong (ce terme désigne parfois la pomme de terre).